# Finały rozgrywek piłkarskich z udziałem A.C. Milan
Włoski klub piłkarski A.C. Milan w swojej historii 58 razy uczestniczył w finałach oficjalnych rozgrywek na szczeblu krajowym i międzynarodowym. W swoich dotychczasowych startach Milan odnotował 31 triumfów, a 27 razy finałowa rywalizacja kończyła się zdobyciem trofeum przez rywali mediolańskiego klubu.
W poszczególnych rozgrywkach statystyka udziałów Milanu przedstawia się następująco:
- Mistrzostwa Włoch: 2 zwycięstwa, 1 porażka
- Puchar Włoch: 5 zwycięstw, 9 porażek
- Superpuchar Włoch: 6 zwycięstw, 5 porażek
- Puchar Europy: 7 zwycięstw, 4 porażki
- Puchar Zdobywców Pucharów: 2 zwycięstwa, 1 porażka
- Superpuchar Europy: 5 zwycięstw, 2 porażki
- Puchar Interkontynentalny: 3 zwycięstwa, 4 porażki
- Klubowe Mistrzostwa Świata: 1 zwycięstwo

## Wykaz spotkań finałowych
| Sezon   | Rozgrywki                 | Miejsce    | Przeciwnik           | Wynik          |
| 1901    | Mistrzostwa Włoch         | Genua      | Genoa CFC            | 3:0            |
| 1902    | Mistrzostwa Włoch         | Genua      | Genoa CFC            | 0:2            |
| 1906    | Mistrzostwa Włoch         | Turyn      | Juventus F.C.        | 0:0 (dogr.)    |
| 1906    | Mistrzostwa Włoch         | Mediolan   | Juventus F.C.        | 2:0 (walkower) |
| 1941/42 | Puchar Włoch              | Mediolan   | Juventus F.C.        | 1:1 (dogr.)    |
| 1941/42 | Puchar Włoch              | Turyn      | Juventus F.C.        | 1:4            |
| 1957/58 | Puchar Europy             | Bruksela   | Real Madryt          | 2:3 (dogr.)    |
| 1962/63 | Puchar Europy             | Londyn     | SL Benfica           | 2:1            |
| 1963/64 | Puchar Interkontynentalny | Mediolan   | Santos FC            | 4:2            |
| 1963/64 | Puchar Interkontynentalny | Santos     | Santos FC            | 2:4            |
| 1963/64 | Puchar Interkontynentalny | Santos     | Santos FC            | 0:1            |
| 1966/67 | Puchar Włoch              | Rzym       | Padova Calcio        | 1:0            |
| 1967/68 | Puchar Zdobywców Pucharów | Rotterdam  | Hamburger SV         | 2:0            |
| 1968/69 | Puchar Europy             | Madryt     | AFC Ajax             | 4:1            |
| 1969/70 | Puchar Interkontynentalny | Mediolan   | Estudiantes La Plata | 3:0            |
| 1969/70 | Puchar Interkontynentalny | La Plata   | Estudiantes La Plata | 1:2            |
| 1970/71 | Puchar Włoch              | Genua      | AC Torino            | 0:0, karne 3-5 |
| 1971/72 | Puchar Włoch              | Rzym       | SSC Napoli           | 2:0            |
| 1972/73 | Puchar Zdobywców Pucharów | Saloniki   | Leeds United         | 1:0            |
| 1972/73 | Puchar Włoch              | Rzym       | Juventus F.C.        | 1:1, karne 4-1 |
| 1973/74 | Superpuchar Europy        | Mediolan   | AFC Ajax             | 1:0            |
| 1973/74 | Superpuchar Europy        | Amsterdam  | AFC Ajax             | 0:6            |
| 1973/74 | Puchar Zdobywców Pucharów | Rotterdam  | 1. FC Magdeburg      | 0:2            |
| 1974/75 | Puchar Włoch              | Rzym       | AC Fiorentina        | 2:3            |
| 1976/77 | Puchar Włoch              | Mediolan   | Inter Mediolan       | 2:0            |
| 1984/85 | Puchar Włoch              | Mediolan   | UC Sampdoria         | 0:1            |
| 1984/85 | Puchar Włoch              | Genua      | UC Sampdoria         | 1:2            |
| 1987/88 | Superpuchar Włoch         | Mediolan   | UC Sampdoria         | 3:1            |
| 1988/89 | Puchar Europy             | Barcelona  | Steaua Bukareszt     | 4:0            |
| 1989/90 | Superpuchar Europy        | Barcelona  | FC Barcelona         | 1:0            |
| 1989/90 | Superpuchar Europy        | Mediolan   | FC Barcelona         | 1:0            |
| 1989/90 | Puchar Interkontynentalny | Tokio      | Atlético Nacional    | 1:0 (dogr.)    |
| 1989/90 | Puchar Włoch              | Turyn      | Juventus F.C.        | 0:0            |
| 1989/90 | Puchar Włoch              | Mediolan   | Juventus F.C.        | 0:1            |
| 1989/90 | Puchar Europy             | Wiedeń     | SL Benfica           | 1:0            |
| 1990/91 | Superpuchar Europy        | Genua      | UC Sampdoria         | 1:1            |
| 1990/91 | Superpuchar Europy        | Mediolan   | UC Sampdoria         | 2:0            |
| 1990/91 | Puchar Interkontynentalny | Tokio      | Club Olimpia         | 3:0            |
| 1991/92 | Superpuchar Włoch         | Mediolan   | Parma F.C.           | 2:1            |
| 1992/93 | Puchar Europy             | Monachium  | Olympique Marsylia   | 0:1            |
| 1993/94 | Superpuchar Włoch         | Waszyngton | AC Torino            | 1:0            |
| 1993/94 | Superpuchar Europy        | Parma      | AC Parma             | 1:0            |
| 1993/94 | Superpuchar Europy        | Mediolan   | AC Parma             | 0:2 (dogr.)    |
| 1993/94 | Puchar Interkontynentalny | Tokio      | São Paulo FC         | 2:3            |
| 1993/94 | Puchar Europy             | Ateny      | FC Barcelona         | 4:0            |
| 1993/94 | Superpuchar Włoch         | Mediolan   | UC Sampdoria         | 1:1, karne 3-2 |
| 1994/95 | Superpuchar Europy        | Londyn     | Arsenal F.C.         | 0:0            |
| 1994/95 | Superpuchar Europy        | Mediolan   | Arsenal F.C.         | 2:0            |
| 1994/95 | Puchar Interkontynentalny | Tokio      | Vélez Sársfield      | 0:2            |
| 1994/95 | Puchar Europy             | Wiedeń     | AFC Ajax             | 0:1            |
| 1995/96 | Superpuchar Włoch         | Mediolan   | AC Fiorentina        | 3:2            |
| 1997/98 | Puchar Włoch              | Mediolan   | S.S. Lazio           | 1:0            |
| 1997/98 | Puchar Włoch              | Rzym       | S.S. Lazio           | 1:3            |
| 1998/99 | Superpuchar Włoch         | Mediolan   | AC Parma             | 1:2            |
| 2002/03 | Puchar Włoch              | Rzym       | AS Roma              | 4:1            |
| 2002/03 | Puchar Włoch              | Mediolan   | AS Roma              | 2:2            |
| 2002/03 | Puchar Europy             | Manchester | Juventus F.C.        | 0:0, karne 3-2 |
| 2002/03 | Superpuchar Włoch         | Nowy Jork  | Juventus F.C.        | 1:1, karne 3-5 |
| 2003/04 | Superpuchar Europy        | Monaco     | FC Porto             | 1:0            |
| 2003/04 | Puchar Interkontynentalny | Tokio      | Boca Juniors         | 1:1, karne 1-3 |
| 2003/04 | Superpuchar Włoch         | Mediolan   | S.S. Lazio           | 3:0            |
| 2004/05 | Puchar Europy             | Stambuł    | Liverpool F.C.       | 3:3, karne 2-3 |
| 2006/07 | Puchar Europy             | Ateny      | Liverpool F.C.       | 2:1            |
| 2007/08 | Superpuchar Europy        | Monaco     | Sevilla FC           | 3:1            |
| 2007/08 | Klubowe MŚ                | Jokohama   | Boca Juniors         | 4:2            |
| 2015/16 | Puchar Włoch              |            | Juventus F.C.        | 0:1 (dogr.)    |
| 2016/17 | Superpuchar Włoch         | Doha       | Juventus F.C.        | 1:1, karne 4-3 |
| 2017/18 | Puchar Włoch              |            | Juventus F.C.        | 0:4            |
| 2018/19 | Superpuchar Włoch         | Dżudda     | Juventus F.C.        | 0:1            |
| 2022/23 | Superpuchar Włoch         | Rijad      | Internazionale       | 0:3            |